# Wet toezicht accountantsorganisaties
De Wet toezicht accountantsorganisaties of Wta is een op 28 juni 2005 aangenomen wet in Nederland waarin onder meer onafhankelijk publiek toezicht op accountantsorganisaties die wettelijke controles uitvoeren geregeld wordt. Het toezicht is in de Wta toebedeeld aan de Autoriteit Financiële Markten (AFM).
Wet toezicht accountantsorganisaties regelt het toezicht op accountantsorganisaties. De externe accountant die een onderneming drijft (eenmanszaak) en niet in een organisatorisch verband met andere externe accountants verbonden, wordt ook - bij wijze van juridische fictie - aangemerkt als een accountantsorganisatie. Daarbij geldt dat accountantsorganisaties die wettelijke controles willen uitvoeren over een vergunning dienen te beschikken. Zonder een dergelijke vergunning kunnen geen wettelijke controles worden uitgevoerd.
De eisen die de Wta stelt aan accountantsorganisaties liggen op het terrein van:
- betrouwbaarheid, deskundigheid en vakbekwaamheid van de personen die (mede)belast zijn met het dagelijks beleid
- de zeggenschapsstructuur
- het stelsel van kwaliteitsbeheersing
- de onafhankelijkheid, geheimhouding en waarborgen voor beheerste en integere bedrijfsuitoefening.

Tevens stelt de Wta eisen aan externe accountants. Deze hebben onder meer betrekking op: vakbekwaamheid, onafhankelijkheid, objectiviteit en integriteit, geheimhouding, melding (onder bepaalde voorwaarden) van een redelijk vermoeden van fraude van materieel belang en naleving beroepsreglementering.
In het Besluit toezicht accountantsorganisaties (Bta) worden enkele eisen uit de Wta nader uitgewerkt.
Voor accountantsorganisaties die wettelijke controles bij Organisaties van Openbaar Belang (OOB) uitvoeren is een uitbreiding van de vergunning nodig en gelden er aanvullende eisen. Zie ook de EU-Verordening 537/2014 die nageleefd dient te worden.